# Протокол (наука)
В исследованиях в области естественных и социальных наук протокол чаще всего является предопределённым процедурным методом при разработке и проведении эксперимента. Протоколы пишутся всякий раз, когда желательно стандартизировать лабораторный метод для обеспечения успешного воспроизведения результатов другими в той же, или в других лабораториях. Одно из главных преимуществ метода в науке — облегчение оценки экспериментальных результатов посредством рецензирования. В дополнение к подробным процедурам, оборудованию и инструментам, протоколы также будут содержать цели исследования, обоснование плана эксперимента, выбранных размеров выборки, меры предосторожности, а также способы расчёта и представления результатов, включая статистический анализ и весь набор правил для предварительного определения и документирования исключённых данных во избежание систематической ошибки.
Точно так же протокол может относиться к процедурным методам организаций здравоохранения, коммерческих лабораторий, производственных предприятий и т. д., в качестве гаранта соответствия деятельности (например, анализ крови в больнице, тестирование сертифицированных эталонных материалов в калибровочной лаборатории и изготовление передаточных механизмов на объекте) определённому стандарту, что, в свою очередь, обеспечивает безопасность и получение точных результатов.
Наконец, в области социальных наук протокол может также существовать в виде описательной записи наблюдаемых событий или последовательности поведения одного или нескольких организмов, записанной во время или сразу после некой активности (например, как младенец реагирует на определённые раздражители или поведение горилл в естественной среде обитания), чтобы лучше идентифицировать постоянные закономерности и причинно-следственные связи. Данные протоколы могут принимать форму рукописных журналов или электронных документов, включая видео- и аудиозаписи.

## Протокол эксперимента и исследования
Различные области науки, такие как наука об окружающей среде, а также клинические исследования, требуют согласованной, стандартизированной работы многих участников. Кроме того, любые сопутствующие лабораторные испытания и эксперименты должны быть этически обоснованными, а результаты могли быть воспроизведены другими с использованием тех же методов и оборудования. Таким образом, требуются строгие и проверенные протоколы испытаний и экспериментов с определённым регламентом, что является важным компонентом правил надлежащей лабораторной практики (GLP) и надлежащей клинической практики (GCP) . Протоколы, написанные для использования в конкретной лаборатории, могут включать в себя или ссылаться на стандартные операционные процедуры (СОП), регулирующие общие практики, требуемые самой лабораторией. В протоколе могут также содержаться ссылки на законы и правила, применимые к описанным процедурам. Официальные протоколы требуют одобрения одним или несколькими лицами, включая, например, руководство лаборатории, руководителя исследования и/или независимый комитет по этике, прежде чем они будут реализованы для общего использования. Протоколы также требуются для исследований, финансируемых Национальными институтами здравоохранения.
В клиническом испытании протокол тщательно разработан, чтобы защитить здоровье участников, а также ответить на конкретные вопросы, поставленные в ходе исследования. Протокол описывает, какие типы людей могут участвовать в испытании; график анализов, процедур, лекарств, дозировок; продолжительность исследования. Во время клинического испытания участники, по протоколу, регулярно проходят осмотр научным персоналом для наблюдения за их здоровьем и определения безопасности и эффективности лечения. Начиная с 1996 года, проводимые клинические испытания должны соответствовать требованиям положения CONSORT (Consolidated Standarts of Reporting Trials), которое предоставляет основу для разработки протоколов и отчётности. Несмотря на то, что идеи положения CONSORT изначально адаптированы для здравоохранения и медицины, они широко применимы и к другим областям, где используются экспериментальные исследования.
В протоколах, как правило, содержатся следующие сведения:
- безопасность: Меры предосторожности являются ценным дополнением к протоколу и могут варьироваться от требований к наличию защитных очков до условий для хранения микроорганизмов, веществ, загрязняющих окружающую среду, токсичных веществ и летучих растворителей. Процедурные непредвиденные обстоятельства в случае аварии могут быть включены в протокол или в указанную СОП .
- процедуры: процедурная информация может включать не только процедуры безопасности, но и процедуры предотвращения загрязнения, калибровку оборудования, тестирование оборудования, документацию и все другие соответствующие вопросы. Процедурные протоколы могут быть использованы для аннулирования заявленных результатов в случае обнаружения недостатков.
- используемое оборудование: испытания оборудования и документация включают в себя все необходимые спецификации, калибровки, рабочие диапазоны и т. д. Факторы окружающей среды, такие как температура, влажность, атмосферное давление и др., часто могут влиять на результаты. Документирование этих факторов должно быть частью любой качественной процедуры.
- отчётность: протокол может содержать требования к отчётности, которые будут включать все элементы дизайна и протоколов экспериментов, а также любые факторы окружающей среды или механические ограничения, которые могут повлиять на достоверность результатов.
- расчёты и статистика: протоколы методов, дающих численные результаты, обычно включают подробные формулы для расчёта. Также могут быть включены методики для приготовления реагентов и других растворов, необходимых для работы. Для интерпретации данных могут быть включены методы статистического анализа .
- систематическая ошибка: многие протоколы включают положения, позволяющие избежать систематической ошибки при интерпретации результатов. Ошибка аппроксимации является общей для всех измерений. Эти ошибки могут быть абсолютными ошибками из-за ограничений оборудования или ошибками распространения из-за приблизительных чисел, используемых в расчетах. Смещение выборки является наиболее распространённым, а иногда и самым трудным видом систематической ошибки для количественной оценки. Статистики часто идут на многое, чтобы гарантировать репрезентативность используемой выборки . Например, проводят политические опросы ограничивая выборку потенциальными избирателями, и это одна из причин, по которой подобные веб-опросы нельзя считать научными. Размер выборки является ещё одним важным понятием и может привести к ошибке всего лишь из-за одной случайности. Размер выборки в 10 человек, то есть опрос 10-ти человек, редко даёт достоверные результаты опроса. Стандартное отклонение и дисперсия — это понятия, используемые для количественной оценки вероятной релевантности данного размера выборки. Эффект плацебо и необъективность наблюдателя часто требуют слепой рандомизации пациентов и исследователей, а также контрольной группы[12][16].

Передовая практика рекомендует публиковать протокол обзора до его начала, чтобы снизить риск незапланированного дублирования исследований и обеспечить прозрачность и согласованность между методологией и протоколом.

### Протоколы «слепых» исследований
Протокол может потребовать слепой рандомизации, чтобы избежать систематической ошибки. «Ослепление» может быть наложено на любого участника эксперимента, включая испытуемых, исследователей, техников, аналитиков данных и оценщиков. В некоторых случаях ослепление может быть невозможным или неэтичным, несмотря на перспективную пользу. Качественный клинический протокол гарантирует, что ослепление будет максимально эффективным в рамках этических и практических ограничений.
В ходе эксперимента участник становится неослеплённым, если он самостоятельно осознаёт или иным образом получает информацию, которая была замаскирована для него. Подобные случаи, которые происходят до завершения исследования, является источником экспериментальной ошибки, поскольку систематическая ошибка, которая была устранена с помощью ослепления, снова вводится. Расслепление является обычным явлением в слепых экспериментах, и его необходимо учитывать и сообщать, в случае его возникновения. Руководящие принципы отчётности рекомендуют, чтобы все исследования проводили анализ и сообщали о снятии ослепления. На практике же очень немногие это делают.
У экспериментатора могут быть процедуры определения широты для ослепления и контроля, но может потребоваться обосновать этот выбор, если результаты публикуются или предоставляются регулирующему органу. Если во время эксперимента известно, какие данные были отрицательными, часто возникают причины, почему эти данные не должны быть включены. Положительные данные редко рационализируются подобным образом.